# 辰徳スペシャル
『辰徳スペシャル』（たつのりスペシャル）は、日本テレビ系列局および信越放送、北陸放送、熊本放送（いずれもTBS系列局）で放送されていた日本テレビ製作のスポーツ番組である。全4回。

## 概要
1980年のドラフト会議で読売ジャイアンツ（巨人）に1位指名されて入団し、その年に打率.268、本塁打22本の好成績で新人王に選ばれ、巨人の日本一に大きく貢献した原辰徳の活躍を振り返っていた番組。
日本テレビ系列局では1981年12月16日から1982年1月13日まで、毎週水曜 19:30 - 20:00 （日本標準時）に放送。前番組『おてんば宇宙人』の打ち切り後から次番組『テレビに出たいやつみんな来い!!』開始までのつなぎ番組として制作された。

## 出演者

### 巨人軍関係者
- 原辰徳
- 王貞治（当時助監督）
- 江川卓（当時投手）
- 中畑清（当時内野手）
- 篠塚和典（当時内野手。当時の登録名：篠塚利夫）
- 青田昇（巨人軍OB、野球解説者）
- 広岡達朗（巨人軍OB、野球解説者）

### その他
- 大竹しのぶ
- 中村紘子
- ほか[誰?]

## 放送リスト
第1回「22本のホームラン徹底解剖」
放送日：1981年12月16日
原がこの年に出したホームラン22本について、映像資料を基に振り返る。
第2回「原・中畑・江川・篠塚が語るV1・INハワイ」
放送日：1981年12月23日
優勝記念のハワイ慰安旅行の模様を取り上げつつ、主力選手4人による座談を展開。
第3回「大竹しのぶ・中村紘子が迫る100問！辰徳苦戦」
放送日：1982年1月6日
巨人ファンの大竹と中村が原に100の質問をぶつけ、その素顔に迫る。
第4回：広岡・青田が解く 打つか原 3割30本!!
放送日：1982年1月13日
巨人軍OBの青田と広岡が、1982年の原に対する要望や期待を語る。